# Cyrill Greiter
Cyrill Greiter OCist (* 29. März 1971 in Kramsach, Tirol) ist ein österreichischer Zisterzienser und seit 2024 der 45. Abt des Zisterzienserstifts Stams im Tiroler Oberland.

## Leben
Cyrill Greiter wurde am 29. März 1971 in Kramsach (Bezirk Kufstein) geboren und wuchs dort auf. Nach dem Abschluss der Matura an der Glasfachschule in Kramsach trat er 1991 in das Zisterzienserstift Stams ein. Er studierte Theologie an der Universität Innsbruck und wurde 1998 von Bischof Alois Kothgasser zum Priester geweiht.
In den folgenden Jahren war Greiter in verschiedenen seelsorgerischen Tätigkeiten tätig, darunter in der Jugendarbeit im Internat des Meinhardinums sowie als Pfarrer in den Pfarren Karres und Tarrenz. Von 2008 bis 2012 diente er als Seelsorger in der Pfarre Untermais in Meran, bevor er 2012 in das Zisterzienserkloster Himmerod in der Eifel wechselte, wo er als Administrator tätig war. 2014 kehrte er als Pfarrer nach Untermais zurück.
Greiter wurde am 12. September 2024 unter dem Vorsitz von Abtpräses Vinzenz Wohlwend zum Abt gewählt.
Der Generalabt des Zisterzienserordens Dom Mauro-Giuseppe Lepori erteilte ihm am Sonntag, dem 3. November 2024 die Abtsbenediktion.